# Incident du Dai Hong Dan
Opération Bouclier de l'Océan
L'incident du Dai Hong Dan a lieu le 29 octobre 2007 lorsque le cargo nord-coréen Dai Hong Dan est attaqué et temporairement capturé par des pirates somaliens dans l'océan Indien. Le lendemain, les marins nord-coréens maîtrisent leurs ravisseurs avec l'aide d'un navire de la marine américaine,,.

## Capture
L'incident se déroule à environ 110 km au nord-est de la capitale somalienne, Mogadiscio. Un groupe de pirates somaliens aborde le cargo nord-coréen Dai Hong Dan et en prend le contrôle. Selon des sources nord-coréennes, le navire avait déchargé sa cargaison dans la capitale somalienne avant que sept pirates armés et déguisés en gardes ne l'accostent. Les pirates prennent le contrôle de la passerelle, tandis que les vingt-deux membres d’équipage conservent le contrôle de la timonerie et de la salle des machines. Les pirates forcent le navire à s'éloigner en pleine mer et exigent une rançon de 15 000 $.

## Reprise du navire
Le lendemain, à la suite de l’émission d’un signal de détresse par l’équipage du cargo capturé, le destroyer américain USS James E. Williams (en) fait route vers le Dai Hong Dan et y héliporte une équipe d’intervention en Sikorsky SH-60 Seahawk. Pendant ce temps, les Nord-Coréens attaquent leurs ravisseurs et s'emparent de plusieurs armes. Après une fusillade entre marins nord-coréens et pirates, ces derniers se rendent.
Un ou deux pirates sont tués dans l'engagement, et les autres sont capturés (dont trois sont blessés). Sur les six marins coréens blessés, trois requièrent des soins médicaux, et sont traités à bord du destroyer américain.

## Suites
L'agence centrale de presse nord-coréenne publie une déclaration peu habituelle à la suite de l’incident, car elle remercie les États-Unis et insiste sur le succès de la collaboration entre ceux-ci et la Corée du Nord,.